# Mykenische Palastzeit

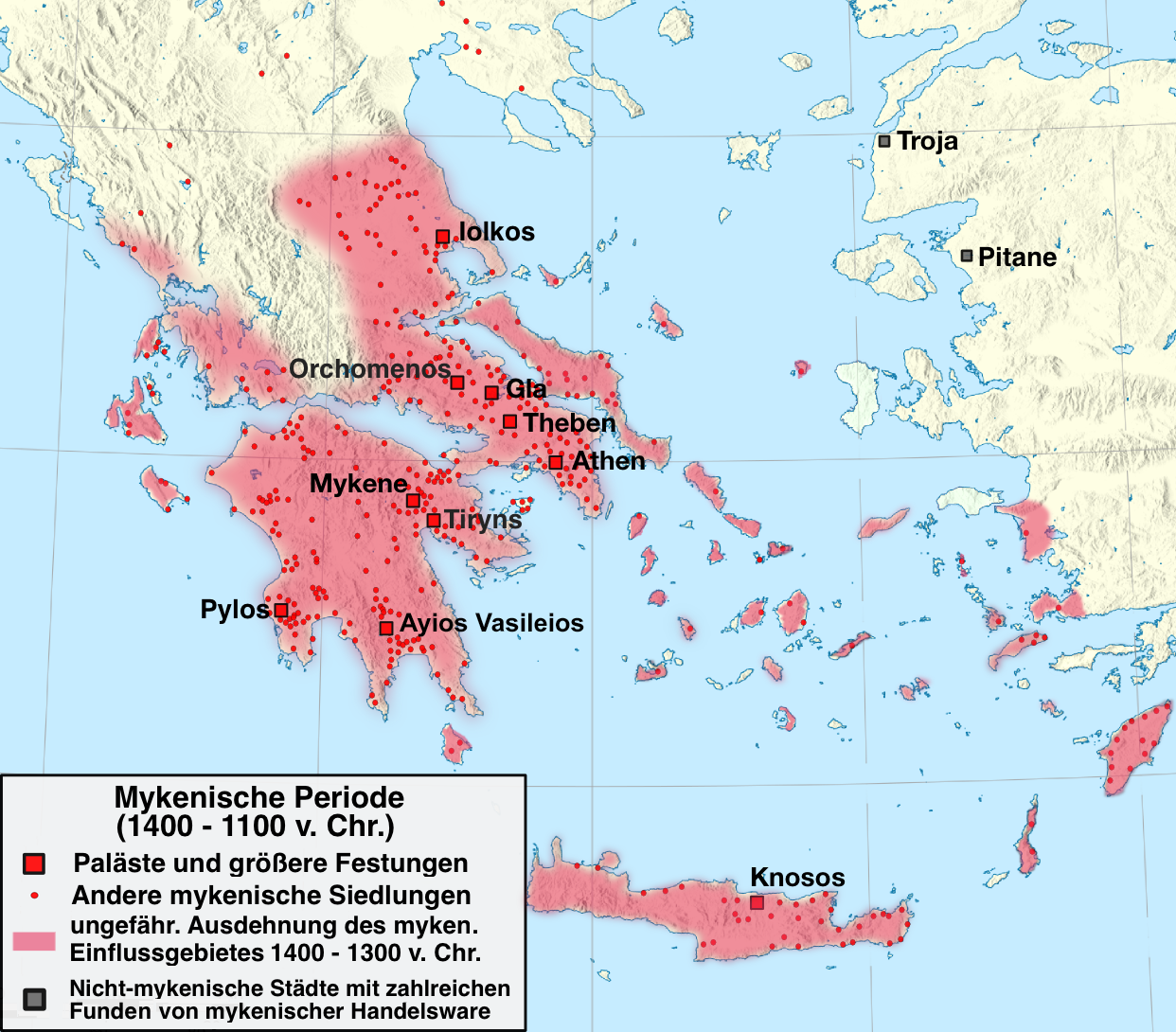
Ungefähres Verbreitungsgebiet der Mykenischen Kultur während der Palastzeit

Als mykenische Palastzeit (Späthelladikum (= SH) III A1–SH III B2; 1420–1190/80 v. Chr.) wird die Blütezeit der mykenischen Kultur in der späten Bronzezeit bezeichnet, in der auf dem griechischen Festland in vielen – aber längst nicht allen – Regionen Siedlungen zu großen Palastzentren aufstiegen, von denen ein größeres Territorium beherrscht und organisiert wurde. Palastzentren entwickelten sich in Mykene und Tiryns in der Argolis, Pylos in Messenien, Theben und Orchomenos in Böotien, Athen in Attika sowie Knossos und Kydonia auf Kreta. Auch die Siedlung Agios Vasilios in Lakonien, die erst seit 2010 systematisch erforscht wird, war wahrscheinlich ein Palastzentrum. Unsicher ist, ob in Dimini und in der Umgebung von Volos Palastzentren im Süden Thessaliens bestanden. Die Paläste waren nicht nur Sitz eines Königs, sondern auch Verwaltungszentren mit einer ausgefeilten Bürokratie zur Überwachung der Steuereinnahmen und Kontrolle der Palastwirtschaft. In einigen Regionen, die oft als „mykenische Peripherie“ bezeichnet werden, bildeten sich offenbar keine Palaststaaten aus; stattdessen bestanden z. B. im Nordwesten der Peloponnes (Achaia, Elis), im mittleren Griechenland (Phokis, Lokris, Aitolien), aber auch u. a. in Arkadien und in Teilen der Korinthia weiterhin eine Reihe von befestigten Siedlungen („Fürstensitzen“), die zumeist von einer lokalen Adelsschicht geführt wurden, nur kleine Territorien beherrschten und der umliegenden Bevölkerung bei Gefahr Schutz boten.

## Mykenische Dokumente

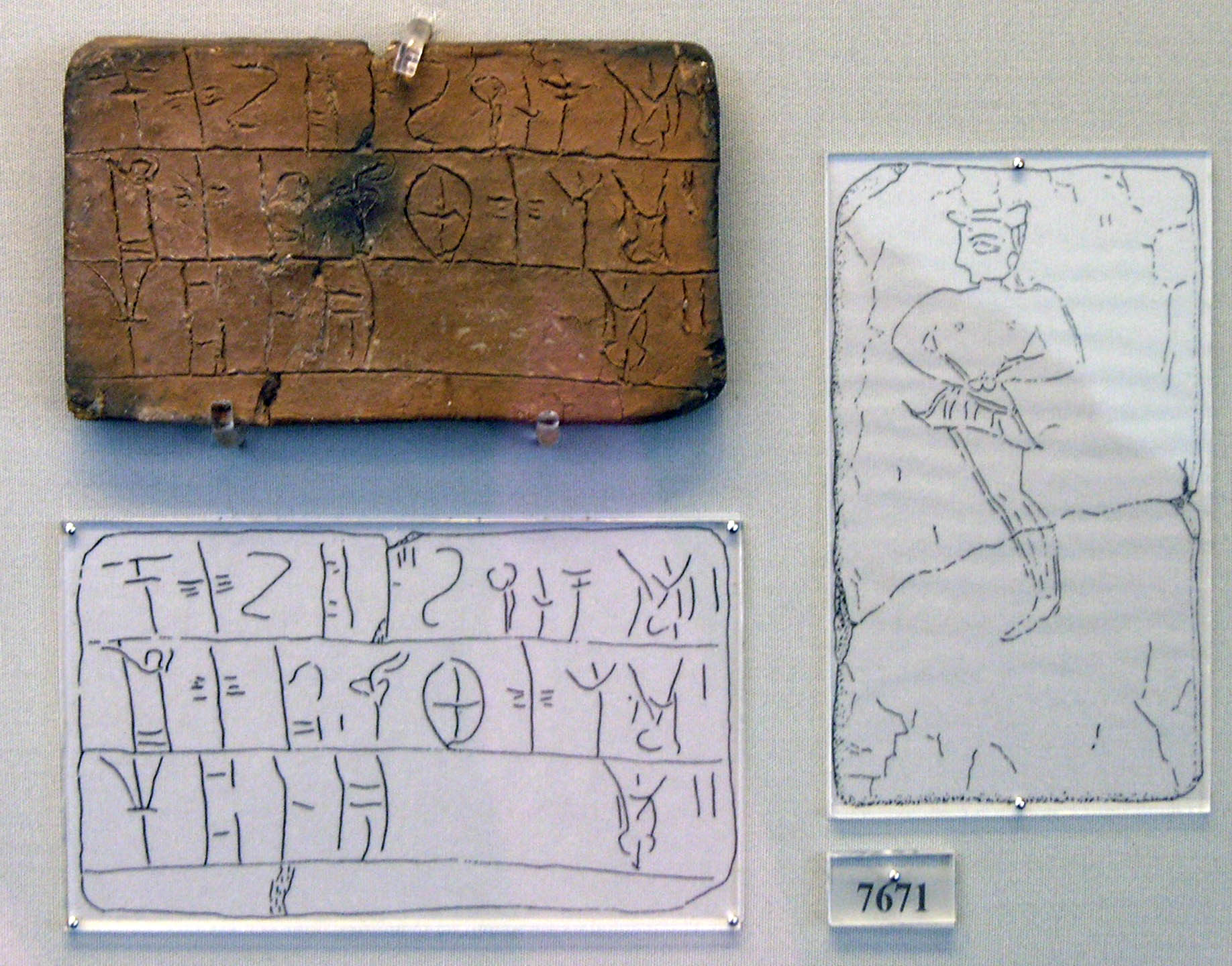
Linear B-Täfelchen aus Mykene

Da zur Erforschung der historischen Verhältnisse zeitgenössische Schriftzeugnisse eine wichtige Rolle spielen, ist die Erforschung der mykenischen Schriftdokumente ein wichtiges Unterfangen. Die Träger der späthelladischen Kultur übernahmen noch vor der Palastzeit die Linearschrift A aus Kreta, doch wurden bis jetzt nur vereinzelte kurze Inschriften in dieser Schrift auf der Peloponnes gefunden, so in Argos und Tiryns. Spätestens zu Beginn der mykenischen Palastzeit entwickelte sich die Linearschrift B, die im Gegensatz zur älteren Schrift nur in Palästen und ihnen benachbarten Verwaltungshäusern von einer ausgewählten Elite benutzt wurde und die der Verwaltung diente. Besonders deutlich wird dies auf Kreta, wo in minoischer Zeit über dreißig Fundorte mit Linear A-Texten bekannt sind, während in der mykenischen Palastzeit lediglich in Knossos und Chania Archive mit Linear-B-Texten gefunden wurden, zudem noch einige beschriftete Vasen an wenigen anderen Orten.
Die Täfelchen in der Linearschrift B sind sämtlich im mykenischen Dialekt verfasst, einer urtümlichen Form des Griechischen. Der Inhalt der mykenischen Archivtäfelchen ist trocken, knapp und beinhaltet zumeist buchhalterische Angaben wie, welcher Bezirk oder welche Gemeinschaft welche Steuern schon bezahlt hat, oder welche noch ausstehen. Dazu kommen Lebensmittelrationen an Sklaven, Auslieferungen von Streitwagen und Kriegsmaterial an den Adel, Opfergaben an die Götter oder Angaben über Landbesitz und Pachtverhältnisse und dergleichen. Historische Angaben über die mykenische Zeit gibt es keine und vermutete Zusammenhänge mit historischen Ereignissen – wie der Zerstörung des Palastes von Pylos – sind schwer nachzuweisen.
Die reichhaltigsten Archive stammen aus Knossos und Pylos, diese wurden auch am besten erforscht. Ausgrabungen in Chania in Westkreta und Theben in Böotien bringen neue Archive und Täfelchen zutage, die bisherige Forschungsresultate ergänzen. Mager sind die Täfelchenfunde aus anderen Zentren wie Mykene oder Tiryns, weil die dortigen Archive nicht so gut erhalten blieben. 2009 wurden auch erstmals Linear-B-Täfelchen in Lakonien entdeckt, die schon zu Beginn der Ausgrabungen eines Komplexes bei Xirokambi, südlich von Sparta, zu Tage traten. Seitdem wurden dort weitere Linear B-Dokumente gefunden, die Ausgrabungen dauern noch an.

## Geschichte

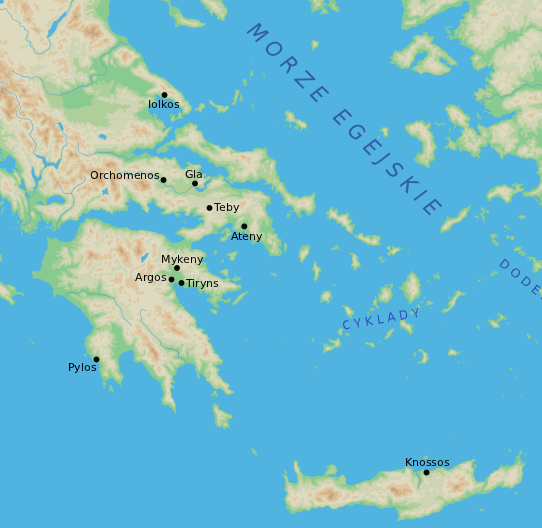
Karte der wichtigsten mykenischen Orte

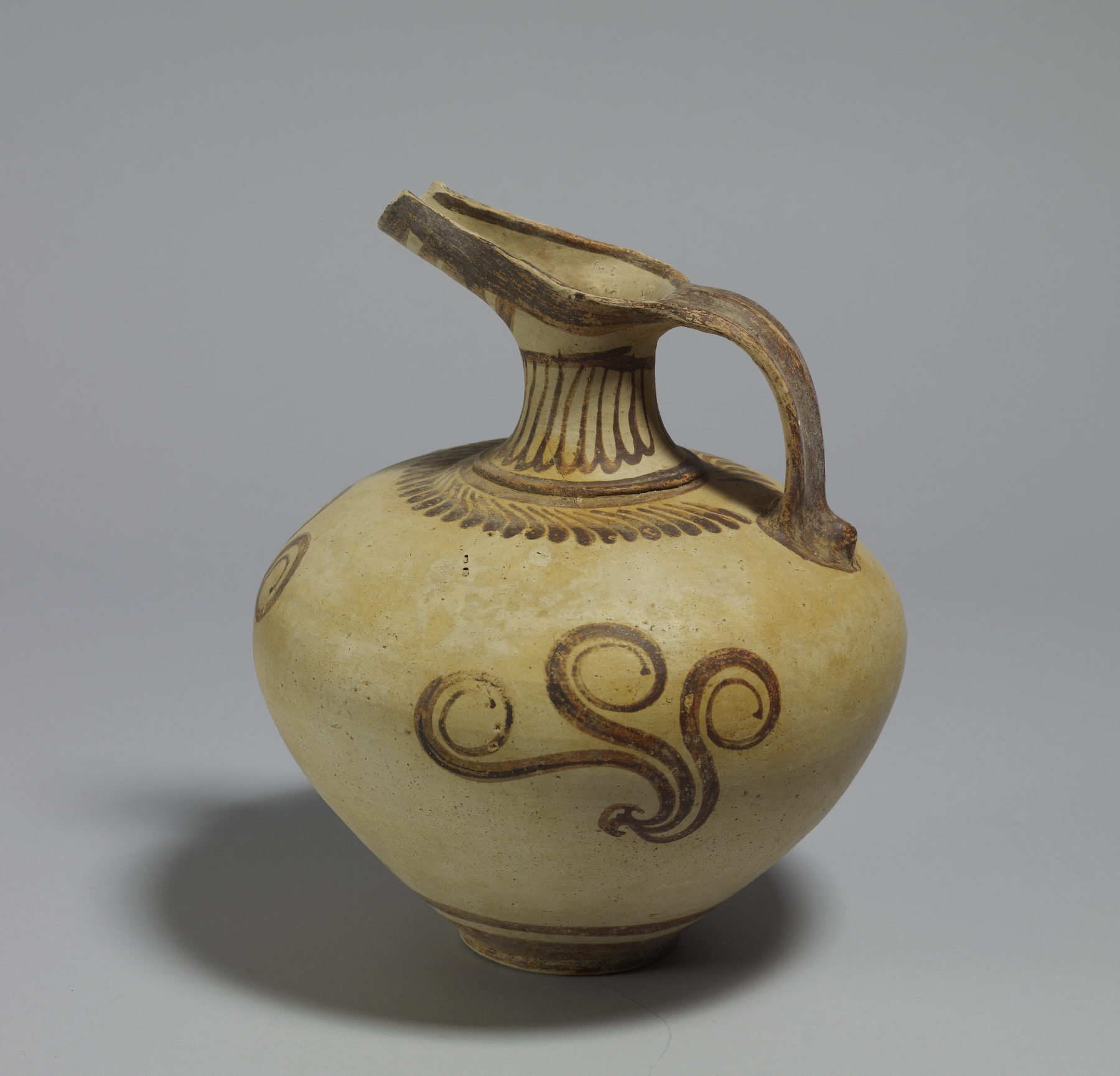
Frühmykenische Schnabelkanne nach minoischem Vorbild; um 1425 v. Chr.

### Vorpalastzeit
In der späten mittelhelladischen Zeit begann sich eine aristokratische Schicht auf der Peloponnes auszubilden. Diese hob sich von der Bevölkerung ab, indem sie eigene Grabstätten pflegte. Während der frühmykenischen Zeit (SH I–II, 1680–1420 v. Chr.) begann sich diese Aristokratie an kretischen Vorbildern zu orientieren, was zur Übernahme minoischer Kulturwerte führte, die die ältere einheimische Kultur verdrängte. Dies betraf nicht nur die materiellen Güter, sondern auch die gesellschaftliche Struktur, wobei sich ein starkes Königtum ausbildete. Während vorher die mykenische Kultur keine Kontakte nach außen pflegte, begannen nun intensive Handelskontakte mit Kreta und dem Balkan, woher Metalle und Bernstein aus Mittel- und Nordeuropa eingeführt wurden, gleichzeitig taucht mykenische Keramik (SH II) auf Sizilien auf.
Die mykenische Aristokratie war kriegerisch ausgerichtet, wie die wertvollen Prunkwaffen mit Kriegs- und Jagdszenen zeigen. Es wird angenommen, dass die minoischen Paläste auf Kreta um 1450 v. Chr. von mykenischen Kriegern zerstört wurden, die die Macht übernahmen, wobei die genauen Vorgänge noch unklar sind und die Meinungen der Forschung weit auseinandergehen. Auch minoische Siedlungen außerhalb Kretas, wie Ialysos auf Rhodos und Milet an der kleinasiatischen Westküste nahmen wenig später, den Funden nach zu urteilen, eindeutig mykenischen Charakter an.

### Palastzeit
Um 1420 v. Chr. hatte sich eine einheitliche mykenische Palastkultur entwickelt, die als Erbe der minoischen Palastkultur betrachtet werden kann. Die Kultur war sehr einheitlich mit nur geringen lokalen Unterschieden. Sie reichte im Norden bis nach Iolkos in Thessalien und im Süden schloss sie Kreta ein, das zum größten Teil von Knossos aus verwaltet wurde. Im Westen gehörten die Ionischen Inseln zum mykenischen Kulturkreis und im Osten die Inseln des Dodekanes. Daneben bildeten sich frühe Kolonien an der anatolischen Küste der Ägäis, darunter Milet, das vorher eine minoische Siedlung war. Zudem entstanden möglicherweise mykenische Handwerkerviertel in Siedlungen der Einheimischen in Süditalien, vor allem für Scoglio del Tonno (auf dem Gebiet des heutigen Tarent) wird dies wegen der großen Menge dort gefundener bemalter mykenischer Keramik angenommen. In Thapsos auf Sizilien wurde ein großes rechteckiges Gebäude errichtet, das Parallelen zu mykenischen oder zypriotischen Bauten aufweist. Jedoch ist die Forschung mittlerweile sehr skeptisch, ob es sich um mykenische Kolonien handelt, da einheimische Elemente nach wie vor überwiegen. Selbst bei Roca Vecchia geht die moderne Forschung davon aus, dass sich allenfalls einige mykenische Griechen in einer nach wie vor italischen Siedlung niederließen.
Mit der Zeit gelang es einzelnen mykenischen Fürsten, benachbarte Fürstentümer zu unterwerfen, sodass an einigen Orte große Palastzentren entstanden, die ein größeres Gebiet kontrollierten.
Um 1250 v. Chr. richtete ein heftiges Erdbeben in der Peloponnes und auf Kreta große Zerstörungen an. Bald danach machten sich erste Zeichen unruhigerer Zeiten bemerkbar und die Burgen von Mykene und Tiryns wurden verstärkt und erneuert. Damals wurden auch Gänge zu unterirdischen Zisternen gegraben, um die Wasserversorgung der Paläste zu sichern. Am Isthmos von Korinth wurde mit einem Mauerbau begonnen, offensichtlich um sich gegen Einfälle von Norden zu schützen. Der Osthandel erlitt deutliche Einbußen und verlagerte sich mehr nach Westen.
Die mykenische Palastkultur brach kurz nach 1200 v. Chr. zusammen, die Paläste wurden zerstört und nicht wieder aufgebaut, wobei nicht klar ist, ob äußere oder innere Unruhen die Zerstörungen auslösten. Eine Möglichkeit ist, dass die Seevölker zuerst in Griechenland einfielen und die mykenischen Zentren zerstörten, bevor sie den Zusammenbruch des Hethiterreichs bewirkten. Denkbar ist auch, dass erst die Zerstörung der Handelszentren an der Levante durch die Seevölker dazu führte, dass keine Metalle mehr in die Ägäis exportiert wurden und der Bronzemangel zum Machtverlust des mykenischen Adels führte.
Diskutiert werden auch interne Ursachen. So könnte die Ausbeutung der Untertanen zu Revolten oder Abwanderung geführt haben, aber auch Ausmergelung der Böden durch intensive landwirtschaftliche Benutzung oder dynastische Fehden werden in Erwägung gezogen.

### Nachpalastzeit
Nach der Zerstörung der mykenischen Paläste blieb die mykenische Kultur weiter bestehen. Da nun eine regulierende Zentralmacht fehlte, begannen sich lokale Stile zu entwickeln, die materielle Kultur wurde einfacher und schlichter und die Schrift verschwand offenbar. In Messenien und Lakonien betrug die Bevölkerung dann ein Zehntel der vorherigen Bevölkerung, während die Argolis einigermaßen stabil blieb. Randregionen, wie Arkadien, Achaia, Phokis und die Ägäischen Inseln gewannen dagegen in dieser Zeit sogar an Bedeutung. Die mykenische Nachpalastzeit (= SH III C) dauerte noch bis etwa 1050/30 v. Chr. und ging dann in eine kurze submykenische Phase über, der die protogeometrische Periode folgt.

### Zeittafel
Die Archäologie konnte anhand der Keramik eine feine differenzierte relative Chronologie für Griechenland aufstellen, wobei regional verschiedene Kulturen existierten. Die auf der Peloponnes und in Mittelgriechenland bestehende Kultur wird als helladische Kultur bezeichnet, für die späthelladische Kultur wird auch der Begriff Mykenische Kultur gebraucht. Da für die ägäische Bronzezeit keine historischen Aufzeichnungen existieren, die eine absolute Chronologie ermöglichen, ist sie auf minoische und mykenische Funde im Nahen Osten angewiesen, für den aber mehrere verschiedene Chronologien diskutiert werden. Für Griechenland entscheidend ist zudem die Datierung der Eruption von Thera, die aufgrund der Keramik in Akrotiri ins späte SM IA fällt. Einen weiteren Hinweis bietet das Uluburun-Schiffwrack, das mit SH IIIA2-Keramik beladen war. Dendrochronologische Untersuchungen der Schiffbalken ergaben ein Datum um 1305 v. Chr. Zu beachten ist allerdings, dass unbekannt ist, wie lange das Schiff in Gebrauch war, bevor es vor der anatolischen Küste sank.
| Periode          | Peloponnes & Mittelgriechenland                             | Kreta                                                       | Zeit                                                        | Ereignisse in Griechenland                                                                                    | archäologisch belegte Gleichzeitigkeiten             |
|                  | späthelladisch                                              | spätminoisch                                                | v. Chr.                                                     | |                                                      |
| Vorpalast- zeit  | SH I                                                        | SM IA                                                       | 1680–1600                                                   | Grabkreis A in Mykene Eruption von Santorini                                                                  | Hyksos (1648–1536)                                   |
| Vorpalast- zeit  | SH IIA                                                      | SM IB                                                       | 1600–1520                                                   | minoische Paläste auf Kreta                                                                                   |                                                      |
| Vorpalast- zeit  | SH IIB                                                      | SM II                                                       | 1520–1420                                                   | „Kriegergräber“ in Knossos                                                                                    | Thutmosis III. (1479–1424)                           |
| Palast- zeit     | SH IIIA1                                                    | SM IIIA1                                                    | 1420–1370                                                   | Knossos alleiniger Palast auf Kreta                                                                           | Thutmosis IV. (1397–1388) Amenophis III. (1388–1351) |
| Palast- zeit     | SH IIIA2                                                    | SM IIIA2                                                    | 1370–1300                                                   | Uluburun-Schiffwrack älterer Palast in Pylos                                                                  | Amarnazeit: Echnaton (1351–1334)                     |
| Palast- zeit     | SH IIIB1                                                    | SM IIIB1                                                    | 1300–1250                                                   | | Ramses II. (1279–1213)                               |
| Palast- zeit     | heftiges Erdbeben in der Peloponnes und auf Kreta           |                                                             |                                                             | |                                                      |
| Palast- zeit     | SH IIIB2                                                    | SM IIIB2                                                    | 1250–1190                                                   | Verteidigungsanlagen in Mykene, Tiryns, Athen stark ausgebaut Mauerbau am Isthmos                             | Ramses II. Merenptah (1213–1204)\|                   |
|                  | Zerstörung der Paläste von Theben, Mykene, Tiryns und Pylos | Zerstörung der Paläste von Theben, Mykene, Tiryns und Pylos | Zerstörung der Paläste von Theben, Mykene, Tiryns und Pylos | Zerstörung der Paläste von Theben, Mykene, Tiryns und Pylos                                                   | Seevölker                                            |
| Nachpalast- zeit | SH III C                                                    | SM IIIC                                                     | 1180–1050                                                   | In mittlerer Phase Nachblüte der mykenischen Kultur starker Bevölkerungsrückgang vor allem im späten SH III C |                                                      |
| Nachpalast- zeit | Submykenisch                                                | Subminoisch                                                 | 1150/30–1020/00                                             | Auf dem Festland nur wenige Siedlungen nachgewiesen                                                           |                                                      |

## Geographie

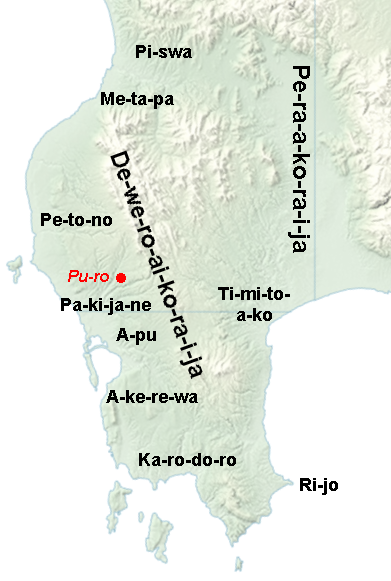
Karte des Reichs von Pylos

Während der Palastzeit bestanden mehrere Paläste, die ein größeres Gebiet kontrollierten. Da Herrschaftsgrenzen archäologisch nicht festgestellt werden können, bedarf es der schriftlichen Überlieferung.

### Pylos
Am besten ist das Herrschaftsgebiet des Palastes von Pylos (myk. Pulos „Stadt mit Tor(en)“) bekannt. Der Palast beherrschte anhand der Linear-B-Texte ein Gebiet, das ungefähr dem heutigen Messenien entspricht, dürfte aber kaum über den Fluss Nedon in Ostmessenien hinausgereicht haben. Auch die Grenze nach Arkadien ist nicht feststellbar. Das pylische Reich war in zwei Provinzen geteilt, wobei das messenische Hauptgebirge, der Aigialeon (myk. *Aigōn-lāhōn „Ziegenfels“), die Grenze bildete. Das Gebiet „Diesseits des Aigialeon“ (Deuro-Aigōnlāhiā) lag an der Küste des Ionischen Meeres und bestand aus neun Bezirken. Der nördlichste Bezirk Pīswā (ev. „Fichtenwald“) lag gegen Triphylien hin und Metapā („Zwischenwasser“) um das Gebiet des heutigen Kyparissia. Südlich schloss sich der große Bezirk von pe-to-no an und dann kam Sphagiānes („Schlachtort“, gem. sind Blutopfer), wo auch der Palast von Pulos stand. Der Bezirk Alphu (o. ä.) lag vermutlich bei Iklaina, wo ein Linear-B-Täfelchen aus der frühen Palastzeit (SH IIIA1) gefunden wurde. Agrewā (o. ä.) lag wohl an der Bucht von Navarino, während Lousos-Elatos mehr an den Hängen des Mathia-Gebirges lokalisiert werden sollte und Kharadrō („Schlucht“) vielleicht bei Finikia an der Südküste. Rhion („Vorgebirge“) schließlich dürfte beim heutigen Koroni am Messenischen Golf gelegen haben, auch wenn dort bis heute noch keine bedeutenden mykenischen Funde zum Vorschein kamen. Die Lokalisierung der einzelnen Bezirke der Provinz „Jenseits des Aigialeon“ (Perā-Aigōnlāhiā) bietet größere Schwierigkeiten. Allgemein wird angenommen, dass Tirminthōn ankos („Terebinthen-Tal“) beim heutigen Nichoria lag. Ebenfalls nicht lokalisierbar ist der Ort Leuktron, der vermutlich der Hauptort der jenseitigen Provinz war. Jedem Bezirk stand ein khoretēr und ein prokhoretēr vor. Die Provinz wurde möglicherweise dāmos genannt, und der dāmokoros wäre dann die Bezeichnung des Provinzstatthalters. Doch wird auch erwogen, dass dāmos die Dorfgemeinschaft bezeichnete und der dāmokoros den Bürgermeister.
Die Linear B-Täfelchen nennen über 200 Ortsnamen, nicht ganz so hoch ist die Anzahl der mykenischen Fundplätze in Messenien, wobei zu beachten ist, dass kleinere Orte spurlos verschwunden sein können und auch trotz intensiver Forschung noch nicht alle Orte entdeckt worden sein müssen. Die Gesamtbevölkerung für Messenien im 13. Jahrhundert v. Chr. wird auf 40.000 bis 50.000 geschätzt. Sie schrumpfte nach 1200 v. Chr. auf 5000.

### Argolis
Die Texte aus der Argolis bieten keinen Aufschluss über die Verwaltungsgliederung und auch nicht, ob die Argolis wie später während der Antike aus mehreren Staaten bestand. Es ist denkbar, dass Mykene und Tiryns zwei benachbarte unabhängige Königssitze waren. Das Verhältnis dieser beiden Burgen untereinander und mit anderen benachbarten Zentralorten ist unbekannt.

### Theben
Die Analyse der Ortsnamen, die in den Archiven von Theben (myk. Thēgwai) in Böotien gefunden wurden, zeigt, dass der Palast offenbar auch über einen Teil der Insel Euböa Einfluss hatte. Doch geben die gefundenen Texte keinen Aufschluss über die Strukturierung und genaue Größe des thebanischen Reichs.

### Kreta
Während der frühen mykenischen Palastzeit (SM IIIA) war Knossos (myk. Knosos) das einzige mykenische Verwaltungszentrum Kretas und kontrollierte den größten Teil der Insel. Zum Kerngebiet des knossischen Reichs gehörte nicht nur der Palast und die Hafenstadt Amnīsos, sondern auch die Mesara-Ebene im Süden der Insel mit der Stadt Phaistos. Auch die westkretische Stadt Kydonia (Kudōniā) und benachbarte Städte wie Aptera (Aptarwā) unterstanden dem König von Knossos. Dagegen scheint Ostkreta nicht oder nur lose unter knossischem Einfluss gestanden zu haben. Die mykenischen Texte verraten zwar eine ähnliche Gliederung des Reichs, wie in Pylos, doch bleiben noch viele Fragen zur kretischen Geographie offen. Die Gesamtbevölkerung für Kreta im 13. Jahrhundert v. Chr. wird auf 80.000 bis 140.000 geschätzt.

## Bauwesen
Die Mykener verstanden es großartige Bauwerke zu errichten, die noch heute großen Eindruck machen, wie das Löwentor von Mykene.

### Städte und Befestigungen

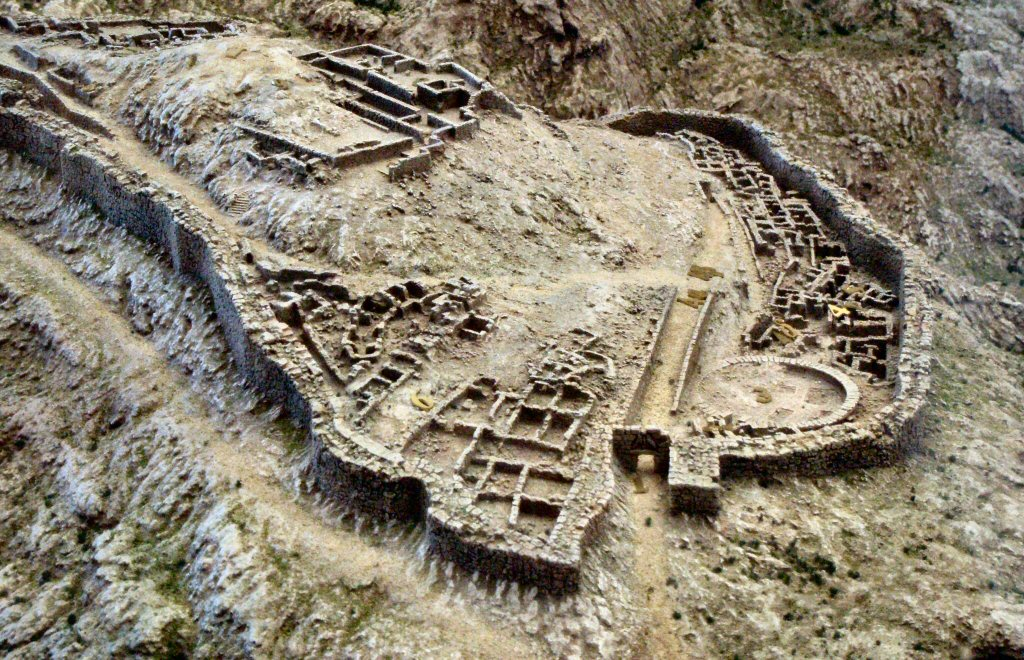
Modell von Mykene

Mykene wurde seit der frühen Bronzezeit besiedelt. In frühmykenischer Zeit herrschte hier eine mächtige Dynastie, die sich mit reichen Prestigegegenständen bestatten ließ. Auch während der Palastzeit war Mykene das bedeutendste Zentrum. Der Palast lag auf der Zitadelle, die auch weitere Gebäude umfasste sowie den Grabkreis A aus der Vorpalastzeit (SH I). Dieser wurde während der Palastzeit restauriert (LH IIIB1), wohl aus propagandistischen Gründen der herrschenden Dynastie. Die Zitadelle war ummauert und musste durch das Löwentor betreten werden. Von der Zitadelle führte eine Treppe zu unterirdischen Zisternen um die Wasserversorgung in Krisenzeiten zu sichern. Die Unterstadt umfasste rund 32 Hektar. Hier fanden sich mehrere Gebäude, in denen Linear-B-Texte gefunden wurden und somit zum Palast gehörten. Palast und Unterstadt wurden um 1200 v. Chr. zerstört, doch wurde die Siedlung erst am Ende der mykenischen Zeit verlassen. Spätestens im 6. Jahrhundert v. Chr. wurde die Zitadelle neu bebaut, wobei ein Teil des mykenischen Palastes völlig zerstört wurde.
Tiryns war bereits in der Jungsteinzeit besiedelt und entwickelte sich schnell zu einem Zentralort. Die Zitadelle bestand aus der „Unterburg“ und der „Oberburg“ mit dem Palast. Sie wurde ebenfalls mit zyklopischen Mauern befestigt. Die Unterstadt umfasste rund 25 Hektar. Nach der Zerstörung von Tiryns um 1200 v. Chr. blieb der Ort weiterhin bewohnt. In der Antike wurde über dem mykenischen Megaron ein Heratempel errichtet.
Pylos wurde während der Mittleren Bronzezeit besiedelt. Ein erster Palast wurde in frühmykenischer Zeit errichtet und aus dieser Zeit sind auch Befestigungsmauern erkennbar. Der jüngere Palast wurde mehrmals erweitert, doch scheint eine Befestigungsmauer um die Oberstadt, wo der Palast stand, zu fehlen. Die Unterstadt umfasste rund 15 Hektar. Da anhand der Linear-B-Texte aus Pylos dem Palast 450 Frauen mit etwa gleich vielen Kindern unterstanden, wird die Bevölkerung der ganzen Stadt vorsichtig auf 2500 Personen geschätzt. Stadt und Palast wurden um 1200 völlig zerstört und der Ort wurde nicht mehr bewohnt.
Theben und Athen waren die wichtigsten Zentren in Mittelgriechenland. Beide Orte waren während der Antike und besonders auch in der Neuzeit dicht besiedelt, weshalb die mykenische Schicht in Theben stark zerstört wurde. In Athen sind lediglich einige Gebäudereste und wenige Mauerreste der mykenischen Befestigung auf der Akropolis erkennbar.
Knossos war schon in der frühen Jungsteinzeit besiedelt und war während der minoischen Zeit ein wichtiges Zentrum mit dem größten Palast Griechenlands. Als die Mykener den Ort eroberten benutzten sie Teile des minoischen Palastes weiter, doch scheint der Ort spätestens um 1300 v. Chr. aufgegeben worden zu sein.
Gla in Böotien wurde in mykenischer Zeit von einer riesigen Mauer umgeben, sodass der Ort als Fluchtburg für die ganze Region dienen konnte, doch war Gla kein Palast oder Königssitz.
Der wichtigste Hafen Mykenes befand sich möglicherweise in Kalamianos, wo sich auch eine nach einheitlichem Plan gestaltete Stadt befand.
Schließlich ist noch die Errichtung einer Mauer am Isthmus von Korinth zu nennen, deren Bau nach 1250 v. Chr. begonnen wurde. Ob das gigantische Bauwerk je vollendet wurde, kann nicht bestimmt werden.

### Paläste

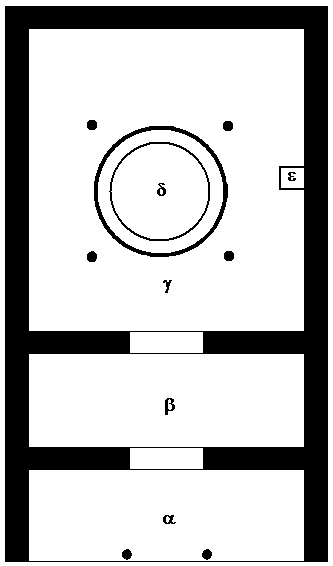
Grundriss des mykenischen Megaron:α: Vorraum; β: Antenraum; γ: Thronsaal; δ: Herd; ε: Thron

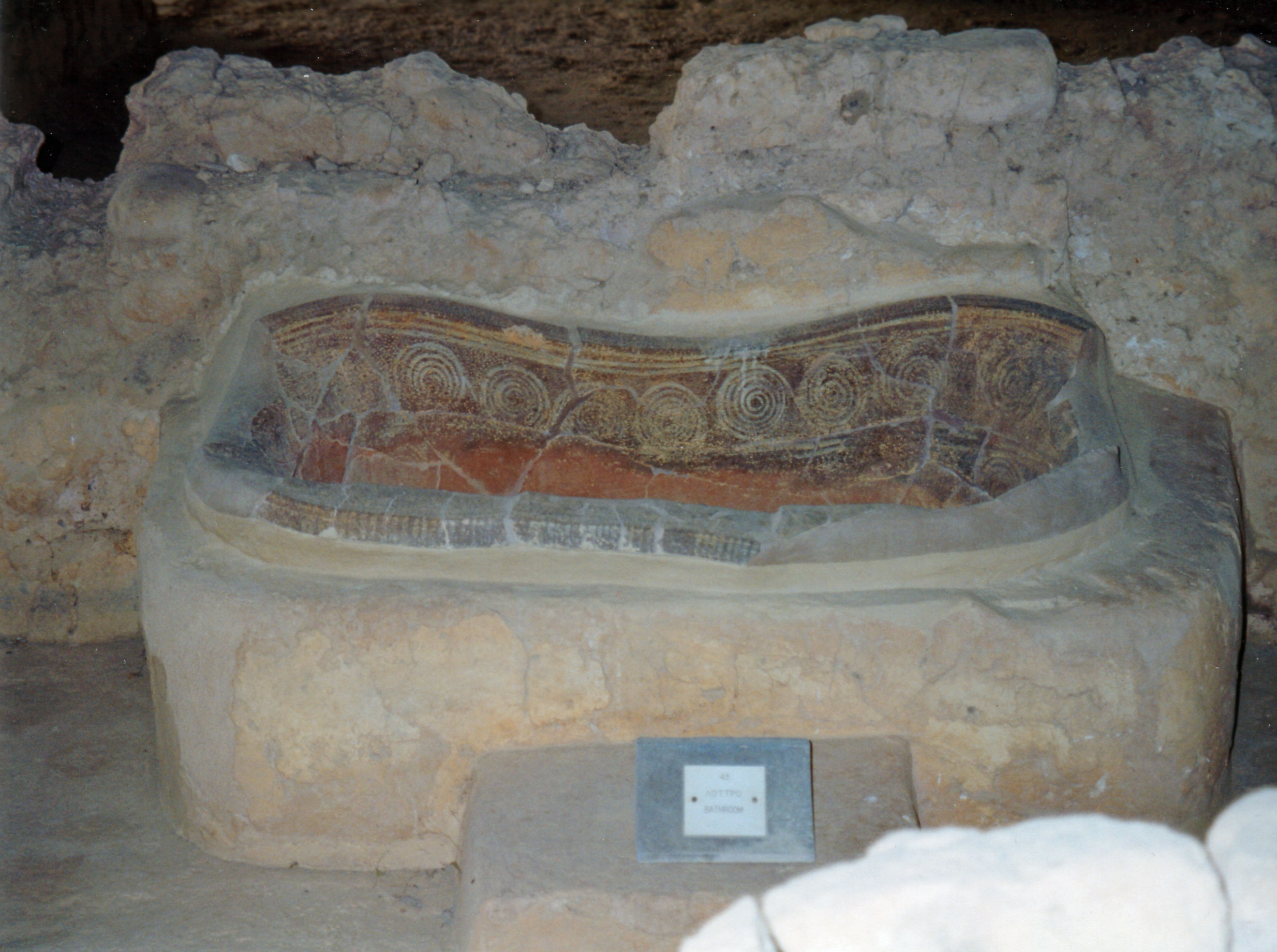
Badewanne im Palast von Pylos

Bis jetzt wurden erst zwei mykenische Paläste zur Gänze ausgegraben, der von Pylos und Tiryns. Der Palast von Mykene wurde durch spätere Überbauung teilweise zerstört und der vermutete Palast auf der Akropolis von Athen wich völlig späteren Bauten. Der Palast von Theben konnte erst teilweise erforscht werden, da die Anlage unter der modernen Stadt liegt. Der Fund von Linear B-Täfelchen in Agios Vasilgios, bei Xirokambi, etwa elf Kilometer südlich von Sparta, legt nahe, dass hier der mykenische Palast von Lakonien lag. Der Palast in Knossos war ursprünglich ein minoisches Bauwerk und besagt nichts über mykenische Architektur.
Typisch für die frühmykenische Zeit waren die Megara, die als Fürstensitz gedeutet werden können. Die Paläste von Mykene, Tiryns und Pylos hatten alle ein Megaron, das von einem Hof her betreten wurde. Nach der Vorhalle kam der Antenraum, von dem seitlich Türen zu Nebenräumen führten. Vom Antenraum wurde der Thronsaal betreten, in dessen Mitte ein runder Herd war, der von vier Säulen umgeben war. Der Thron befand sich an der rechten Wand. Die Wände des Thronsaals waren mit Fresken ausgemalt. Sowohl in Pylos wie in Tiryns lag in der Nähe des Megarons ein Badezimmer mit erhaltener Badewanne. Wurden früher diese Räume als „Privaträume der Königin“ gedeutet, so wird heute angenommen, dass es sich um die Gästezimmer handelt. Um das Megaron herum wurde der Palast mit Lager- und Verwaltungsräumen sowie Archiven gebaut. Sowohl in Pylos wie in Tiryns befindet sich im Palast noch ein weiteres kleineres Megaron, das eine einfachere Architektur zeigt. Die mykenischen Paläste hatten mindestens ein Obergeschoss.

### Andere Bauwerke
Die Mykener waren auch in der Lage, Flüsse umzuleiten. So wurde der Fluss Selas, der beim Palast von Pylos vorbeifließt, kurz vor der Küste in einen künstlichen See geleitet. Mittels Schleusen konnte der Fluss je nach Bedarf nach Süden in die Bucht von Navarino abgeleitet werden oder durch einen künstlichen Bergdurchbruch in ein zweites Becken, das als Hafen diente und von dem eine Öffnung zum offenen Meer führte. Noch heute fließt der Selas durch den künstlichen Kanal direkt ins Meer. Es wird vermutet, dass der Hafen von Pylos mit dem in den Täfelchen genannten Ort Rhohowā („Strömung“) identisch ist.
Bemerkenswert sind zudem die mykenischen Brücken von Arkadiko.

## Gesellschaftsstruktur

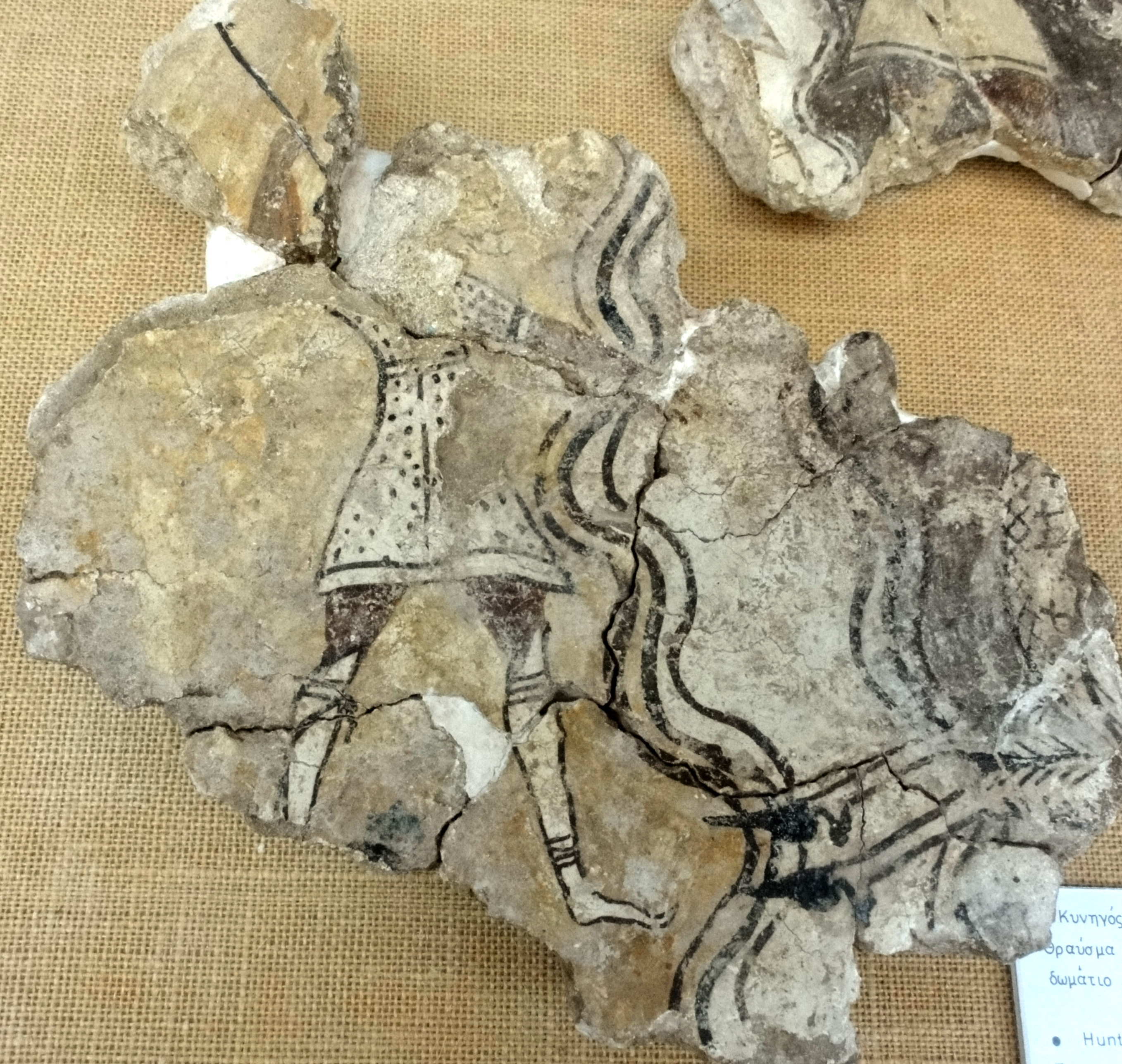
Mykenische Jagdszene, Fresko von Pylos

Die mykenische Gesellschaft war hierarchisch gegliedert. Zuoberst stand der wanaks und an zweiter Stelle der lāwāgetās. Die Oberschicht wurde von einer Aristokratie, den Gefolgsleuten, getragen, dazu kamen diverse Beamtenränge zur Verwaltung des Reiches. Bauern und andere Angehörige der breiten Mittelschicht treten in den mykenischen Urkunden kaum zutage, im Gegensatz zu den Sklaven.

### Wanaks
Der wanaks war die mächtigste Person im mykenischen Reich. Er wohnte im Palast, in dessen Zentrum das Megaron mit dem Thronsaal war. Er hatte wohl vor allem religiöse Funktionen inne, aber auch wirtschaftliche und militärische. Seine religiöse Funktion wird in Pylos archäologisch daran erkennbar, dass neben dem Thron eine Rinne für Libationen in den Boden eingelassen war. Er wird – wie übrigens auch andere Personen – zusammen mit dem Gott Poseidon (Poseidāhōn) als Empfänger von Gaben genannt. Diskutiert wird auch, ob der wanaks für öffentliche Bankette zuständig war, die ähnlicher Art gewesen sein könnten, wie Nestors großes Opferbankett an Poseidon, das Homer in der Odyssee (III, 43) besang. Möglicherweise ist ein solches zeremonielles Bankett im Thronraum von Pylos abgebildet, wo ein Fresko eines Leierspielers gefunden wurde.
Neben den religiösen Funktionen kam noch die Ernennung von hohen Beamten. Dieser Umstand macht deutlich, dass der wanaks keine Gottheit war, wie manchmal vermutet wird. Daneben werden auch unter anderem königliche Töpfer, Textilarbeiter und Purpurfärber genannt. Der königliche Landbesitz überragte den des lāwāgetās um das Dreifache.
Kurz vor der Zerstörung des Palastes von Pylos scheint der dortige wanaks identisch mit e-ke-ra2-wo (Enkheliāwōn o. ä.) zu sein, der über große Ländereien mit über 1000 Rebstöcken besaß und über 40 Ruderer verfügte. Zudem musste er mit Abstand am meisten für ein Opferfest an Poseidon beisteuern.
Eine Eigenschaft der mykenischen Kultur war, dass es, wie in der minoischen Kultur auch, keine Abbildungen von Herrschern gibt.

### Lāwāgetās
Der lāwāgetās stand an zweiter Stelle nach dem wanaks. Da es in den Palästen von Pylos und Tiryns jeweils noch ein kleineres Megaron gab, ist es denkbar, dass dieses dem lāwāgetās zustand. Er besaß eigene Ländereien und hatte verschiedene Arbeiter unter sich. Dem Opferfest für Poseidon musste er Wein, Mehl und zwei Widder beisteuern.
In Pylos könnte we-da-ne-u der lāwāgetās gewesen sein, der wie der wanaks zusammen mit Poseidon Opfer empfing und dem 20 Ruderer zustanden.

### Gefolgsleute
Die Gefolgsleute, oder hekwetai, bildeten die Aristokratie. Wenn sie namentlich genannt werden, dann häufig mit dem Patronym. Sie befehligten Armeeeinheiten und erhielten vom Palast Streitwagen, Räder und Waffen, aber auch Sklavinnen. Neben den militärischen Aufgaben konnten sie noch verschiedenste Funktionen innehaben, darunter auch religiöse. Ob sie zur Königssippe gehörten oder die Nachkommen unterworfener Lokalfürsten waren, kann nicht gesagt werden.

### Beamte
Die Verwaltung wurden von Beamten übernommen. Rang und Funktion der vielen Beamtenbezeichnungen und Titel können nur teilweise bestimmt werden. Der dāmokoros (o. ä.) könnte der Provinzaufseher gewesen zu sein, während den Bezirken ein khoretēr (o. ä.) und ein prokhoretēr (o. ä.) vorstanden. Die damartes oder dumartes waren kleinere Beamte mit bestimmten Aufgaben, vielleicht eine Art Oberaufseher. Ein religiöses Amt hatte offensichtlich der Schlüsselhalter, klāwiphoros inne, das stets von Frauen ausgeübt wurde. Der gwasileus stand besonderen Personengruppen vor. Die Täfelchen nennen noch weitere Titel, deren Bedeutung unklar ist.

### Grundbesitzer
Der Palast hatte auch Interesse an Grundbesitz und der wanaks sowie der lāwāgetās besaßen viel Land, doch gab es auch andere Großgrundbesitzer, die telestai, die teilweise gleich viel Land besaßen wie der lāwāgetās. Von ihnen wurden im Bezirk Sphagiānes verzeichnet genannt und im kretischen Ort Aptarwā gab es gar 45 telestai. Sie scheinen den dāmos vertreten zu haben und konnten ebenfalls öffentliche Ämter innehaben. Eine andere Gruppe Grundbesitzer wurden morokkwai genannt, ansonsten bleibt dieser Titel ungedeutet.

### Sklaven
Sklaven und Sklavinnen waren oft auf eine bestimmte Arbeit spezialisiert. Der Palast von Pylos beschäftigte mehrere hundert Sklavinnen, die größtenteils aus Orten an der anatolischen Küste der Ägäis kamen, einige werden auch als Gefangene bezeichnet. Diese Sklavinnen lebten zusammen mit ihren Kindern, wobei die Knaben ab einem bestimmten Alter bestimmten Männergruppen zugeteilt wurden.
Die Stellung der mykenische Sklaven war nicht so trostlos wie während der Antike. So werden Sklaven als Landpächter genannt. Ein bruchstückhaftes Täfelchen behandelt den Verkauf einer Sklavin, möglicherweise mit dem Vermerk, dass diese dazu eingewilligt hatte.

### Stellung der Frau
Wenige Frauen nahmen öffentliche religiöse Funktionen ein; genannt werden Priesterinnen (iereiā) und die Schlüsselhalterin (klāwiphoros), deren Funktion nicht ganz klar ist. Bemerkenswerterweise ist die Schlüsselhalterin Karpathia – eine von vielen Frauen aus dem kultischen Bereich in Pylos – die Land besitzt; so auch die Priesterin Erithā, die auf derselben Tafel dann auch für die Gottheit Anspruch auf ein Landstück erhebt, während die Gemeinde angibt, dass sie dieses nur gepachtet habe.

### Militär
Die Urkunden von Pylos und Knossos geben auch einige Auskunft über die Armee. Anhand der ausgelieferten Streitwagen kann angenommen werden, dass Knossos 500 bis 600 Streitwagenkämpfer hatte und Pylos rund 120. Es ist zu bemerken, dass das gebirgige Griechenland wenig geeignet ist für richtige Streitwagenschlachten, wie sie aus dem Nahen Osten bekannt sind und der Streitwagen deshalb mehr ein Statussymbol der Aristokratie gewesen sein könnte.
Anhand der rund 600 verzeichneten Ruderer in Pylos kann mit einer kleineren Flotte gerechnet werden, die in mindestens fünf Orten stationiert waren.
Die genausten Angaben über die militärischen Organisation des pylischen Reiches geben die sogenannten fünf Tafeln der Küstenwache ab. Hernach wurden 800 Mann zur Bewachung der Küste in zehn Sektoren eingeteilt, die jeweils unter einen Gefolgsmann gestellt wurden. Das Manöver fand im Monat Plōwistos („Segelmonat“) statt. Die Tafeln der Küstenwache sind ein vieldiskutiertes Objekt der Mykenologen und sie wurden unter anderem als Hinweis auf einen bevorstehenden Angriff der Seevölker gedeutet, obschon ein solcher Hinweis auf den Tafeln fehlt. Ein routiniertes Aufziehen der Küstenwache zu Beginn der Seefahrzeit ist genauso denkbar.

## Die Palastwirtschaft
Die mykenische Wirtschaft war sehr ähnlich aufgebaut, wie die bronzezeitliche Wirtschaft in Ägypten und Mesopotamien. Die Wirtschaft basierte auf Tauschhandel in Gegenwerten. Der mykenische Palast kontrollierte zentralistisch die Wirtschaft, die von der Palastbürokratie verwaltet wurde. Der Palast bezog Steuern, vornehmlich Lebensmittel und Rohprodukte:
- Lebensmittel: Weizen, Olivenöl & Oliven, diverse Gewürze und aromatische Stoffe wie Koriander, Safran oder Zyperngras sowie Honig
- andere Güter: Gold, Bronze, Flachs, Wolle, Holz
- Tiere und Tierprodukte wie Häute und Ziegenhörner
- dazu kommen noch Waren, die nur eine kleine Rolle spielten oder nicht identifiziert werden können

Abgaben an den Palast können zudem auch aus königlichen Gütern stammen.
Die Lebensmittel dienten nicht nur der Ernährung der Königsfamilie, sondern auch der Bediensteten und Sklaven und wurden auch als Opfer den Göttern dargebracht. Aus den eingenommenen Rohmaterialien wurden von spezialisierten Personen oder Gruppen hochstehende Güter produziert, die dann vom Palast verteilt oder gehandelt wurden. Die Produktion einfacher Güter für den Alltagsgebrauch der Bevölkerung scheint vom Palast nicht kontrolliert worden zu sein.
Die von den Palästen unterhaltenen Industrien waren entweder im Palast selbst oder in Nebengebäuden untergebracht, konnten aber auch in der Unterstadt oder außerhalb gelegen haben. Die wichtigsten Industriezweige waren:
- Textilindustrie
- Lederverarbeitung
- Öle und parfümierte Essenzen und Salben
- Herstellung wertvoller Tische, Stühle und Schemel
- Bronzewerkzeuge diverser Art
- Kriegsmaterial wie Streitwagen und Waffen

Die dem Palast unterstellten Sklaven waren oft auf eine bestimmte Arbeit spezialisiert, was zur hochwertigen Produkten führte. So ist denn die Anzahl bekannter mykenischer Berufsbezeichnungen außergewöhnlich groß. Dazu gehören neben Spinnerinnen, Webern und Weberinnen oder Hirten auch spezialisiertere Berufe wie Goldschmiede, Hornschnitzer oder Salbenkocher, aber auch Dienstpersonal wie Badeeingießerinnen. Dagegen werden Töpfer und Bäcker nur ausnahmsweise genannt, Ackerbauern oder Fischer gar nicht, obschon diese Berufe natürlicherweise weit verbreitet waren.

### Textilindustrie

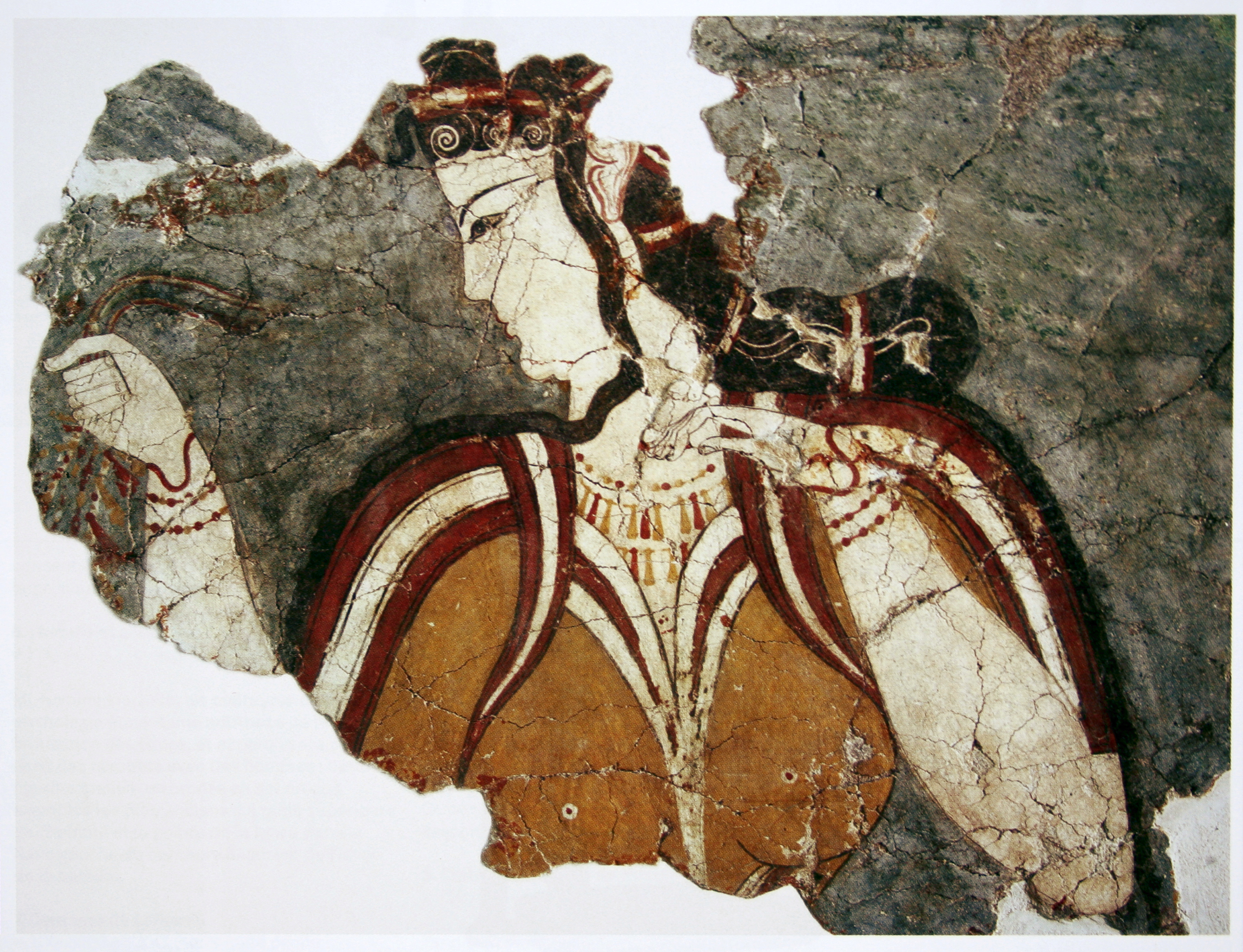
Mykenische Dame mit buntem Kleid, Fresko aus Mykene

Die Herstellung von Textilien spielte eine wichtige Rolle in der Palastwirtschaft und ein Teil der Stoffe wurden vermutlich als Luxusgüter exportiert. In Pylos wurden hauptsächlich Leinstoffe hergestellt, in Knossos wogen Wollstoffe vor. Dies stimmt mit der Landesnatur überein: Messenien ist eine der wenigen griechischen Landschaften, die für Flachsbau geeignet ist, vor allem die Westküste; so spielte dieser dann dort auch im Mittelalter eine wichtige Rolle. Andererseits ist der Schaf- und Ziegenreichtum der gebirgigen Insel Kreta bekannt.
Die Anzahl der beschäftigten Frauen in der Textilindustrie ist beträchtlich. In Knossos waren es über 1000 Frauen, die an verschiedenen Orten lebten. Der Palast von Pylos beschäftigte rund 750 Frauen in der Textilbranche, zum Teil Kriegsgefangene und Ausländerinnen von der anatolischen Küste, die für die Herstellung der Textilien zuständig waren. Von diesen lebten 450 in Pylos, 200 in Leuktron, der Hauptstadt der jenseitigen Provinz und 100 in anderen Orten. Zu den genannten Berufen in der Textilbranche gehören: Wollkämmerinnen, Leinarbeiterinnen, Spinnerinnen, Weber, Weberinnen, Schneider, Schneiderinnen und Appretiererinnen. Die Texte nennen Textilsorten, doch kann nur schwer bestimmt werden, welche Art Stoffe damit gemeint sind, zumal Textilien schnell verrotten.
Die Wolle wurde vermutlich, wie noch in der Antike üblich, gerupft, was etwa zweieinhalb Kilogramm Wollflocken pro Schaf ergab. Die gereinigte Wolle betrug etwa die halbe Masse und wurde zu Garn gesponnen, wobei eine Spinnerin etwa zwei Stunden für die Wolle eines Schafes brauchte. Die ungefärbten Stoffe waren weiß, grau oder rötlich.
Genauer bestimmbare Produkte der Textilherstellung waren das tepas, ein schwerer Stoff, für den rund 30 kg rohe Schafwolle gebraucht wurde. Er konnte als Bettdecke oder Teppich verwendet werden. Das pharwos war ein mittelschwerer Stoff für verschiedene Zwecke, der auch bunt gefärbt und verziert wurde und aus rund fünf Kilogramm Schaf- oder Lammwolle hergestellt wurde. Die puktaliā (o. ä.) war ein leichter Stoff, hergestellt aus etwa drei Kilogramm Rohwolle, der am häufigsten in den Texten genannt wird und eine rote Farbe hatte. Der wehanos („Gewand“) war ein leichter Stoff aus Leinen. Der khitōn war ein Unterkleid, in der Regel aus Leinen, scheint aber auch aus Wolle hergestellt worden zu sein.

### Lederprodukte
Die Paläste zogen als Steuern Tiere ein, die auch für die Lederherstellung verwendet wurden. Während in Knossos nur Haustiere genannt werden, listet der Palast von Pylos auch Hirsche und Hirschleder als Steuer auf. Leder wurde für verschiedene Zwecke weiterverarbeitet, so konnten Streitwagen und Schilde mit Leder überzogen werden, um den Schutz zu verstärken. Ein Teil der Rüstung mit dem Namen qe-ro2 könnte eine Art Ledergewand gewesen zu sein, das unter der Rüstung getragen wurde. Auch das Schuhwerk dürfte aus Leder bestanden haben.

### Gewürze, Salben und parfümierte Öle

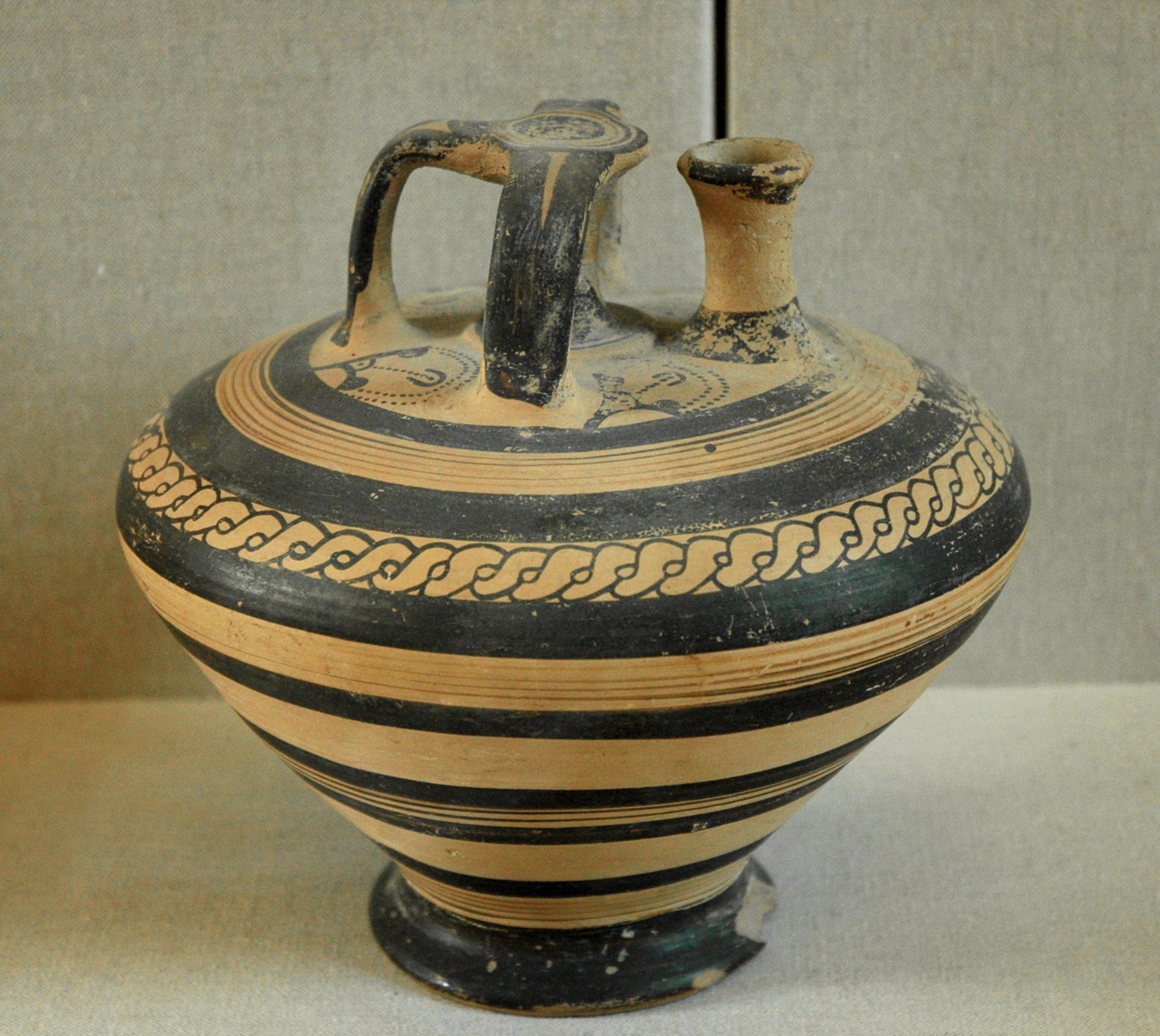
Mykenischer Krug für parfümierte Öle, aus Ugarit in Syrien

Gewürze und aromatische Stoffe dienten nicht nur zur Verfeinerung der Küche, sondern wurden auch für Körperpflege und Medizin eingesetzt. Dafür wurden sie zu parfümierten Ölen und Salben verarbeitet, beliebte Luxusgüter, wert genug, sie Gottheiten als Opfer darzubringen. Um solche Salben und Öle herzustellen, wurde einem Salbenkocher (aleiphadzohos) in Pylos Koriander, Zyperngras, Früchte, Honig, zweierlei Arten Wein und Wolle ausgeliefert. Diese Ingredienzen passen gut zu den Beschreibungen für die Herstellung parfümierter Öle beim antiken Autor Dioskurides. Danach wurden zuerst adstringierende Kräuter zerhackt und in Wein getränkt und dann mit dem Olivenöl erhitzt, wobei der Kochtopf mit Honig ausgestrichen wurde. Das gefilterte Olivenöl konnte dann mit dem gewünschten Aromastoff versetzt werden. Der im Täfelchen genannte Koriander und das Zyperngras eignen sich vorzüglich als adstringierende Mittel. Aus der Wolle konnte der Salbenkocher zudem Lanolin gewinnen, einem bekannten Fett zur Hautpflege. Die Mykener parfümierten das Öl mit Rosen, Salbei und Zyperngras und ein Teil wurde rot eingefärbt, offenbar mit Henna, das aus Ägypten importiert werden musste. Die Täfelchen erwähnen in religiösem Kontext auch gesalbte Gewänder.
Ein Täfelchen aus Mykene listet als Steuereinnahmen Koriander, Kümmel, weißen und roten Safran, Sesam, Fenchel, Minze und Binse auf, mit Ausnahme der letzteren, alles auch heute noch bekannte Produkte für die Küche. Mit Binse könnte möglicherweise Kalmus (Acorus calamus) gemeint sein, der als Gewürz, Aromastoff und für medizinische Zwecke verwendet werden kann.

### Möbel
Nur wenige Möbel werden in den mykenischen Dokumenten genannt, wobei es sich stets um wertvolle Tische, Stühle und Schemel handelt, die mit Glas, Gold, Elfenbein, Aquamarin, Lapislazuli, Muscheln und anderen Materialien verziert wurden. Als Motive der Verzierungen werden Menschen- und Sirenenköpfe genannt, Löwen, Tintenfische, Palmen, Nüsse oder Spiralen. Einige Tische wurden als neunfüßig bezeichnet, was sich wohl auf deren Länge bezieht.

### Bronze- und Waffenindustrie

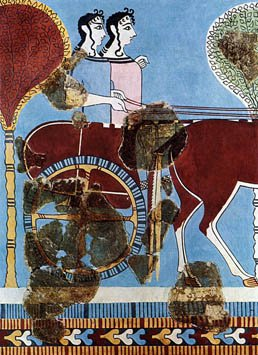
Mykenischer Streitwagen, Fresko aus Tiryns

Die Waffenindustrie und besonders die Herstellung der Streitwagen waren eng mit dem Palast verbunden und die Bronzeschmiede (khalkeus) werden in den Dokumenten besonders häufig genannt, in Pylos werden über 280 erwähnt. Sie stellten Klingen für Schwerter, Dolche und Messer her, die dann mit Griffen aus Horn oder wertvollem Elfenbein versehen wurden. Die Archäologie brachte zudem Prunkwaffen zutage, deren Klingen mit Gold, Silber oder Niello verziert waren. Auch die Speer- und Lanzenspitzen wurden vom Bronzeschmied hergestellt und dann mit Holzschaften versehen. Pfeilbogen wurden vom Bogenmacher (toksoworgos) verfertigt. Auch Pfeile werden in größeren Mengen auf den Täfelchen aufgelistet.
Die Rüstung (thōrāks) bestand aus Brustpanzer und Helm (korus) mit Zubehör, wie Schulterstücke oder Wangenschutz und weiteren Bestandteile, die nicht identifiziert werden können. Eine ganze erhaltene Rüstung mit Helm wurde in Dendra in der Argolis gefunden. Auffällig ist, dass Schilde in den Urkunden völlig fehlen, obschon sie in bildlichen Darstellungen häufig vorkommen. Sie waren achtförmig und wurden mit Leder überzogen. Offensichtlich stellte der Palast nur einen Teil der Ausrüstung her. Die wertvollen Eberzahnhelme, wie sie von der Archäologie gefunden wurden und wie sie Homer in der Ilias (X 261–265) beschrieb, werden in den mykenischen Dokumenten ebenfalls nicht genannt, gehörten aber ganz klar zum palatialen Umfeld.
Weit komplizierter war die Herstellung der Streitwagen (ikkwiā), der Platz für zwei Männer – Fahrer und Krieger – bot und von einem Pferdegespann gezogen wurden. Streitwagen waren ein Zeichen eines hohen Ranges und wurden auch auf mykenischen Gemälden dargestellt. Zuerst wurde aus Holz der Wagenkasten mit Deichsel und Joch verfertigt. Der Wagenkasten konnte mit Leder überzogen werden und wurde offenbar rot gefärbt. Dazu konnte er mit wertvollen Materialien wie Elfenbein verziert werden. Der Boden bestand aus geflochtenem Ziegenleder, wie aus den Ziegenlieferungen an die Wagnerei von Knossos angenommen werden kann. Dann wurde die vom Bronzeschmied hergestellte Wagenachse montiert und zwei vierspeichige Holzräder angebracht. Der Wagen wurde zudem mit Trittbrettern, Halter für Waffen und Lederpeitsche oder Holzgerte ausgestattet. Die fertigen Wagen wurden zusammen mit einem Pferdepaar und der Rüstung vom Palast an bestimmte Orte und Personen ausgeliefert, die zweifellos dem Adel angehörten. Da manchmal nur ein Teil der Ausrüstung ausgeliefert wurde, kann angenommen werden, dass der Palast defekte und fehlende Teile ersetze. Defekte Wagen gingen offensichtlich wieder zurück an die Wagnerei, wo sie repariert wurden.

### Gefäße und Geschirr
Keramische Gefäße bildeten das wichtigste Gut der antiken Gesellschaften. Da Gefäße und Geschirr sich ständig änderten und von Zeit zu Zeit neue Stile aufkamen, sei es in der Form oder Verzierung, und Keramik gut erhalten bleibt, benutzt die Archäologie die Keramik zur Datierung der Fundschichten. Obschon in den Palästen Unmengen von Geschirr gelagert wurden und die Palastwirtschaft auch einen großen Bedarf an Amphoren und Krügen für die Lagerung und den Export von Ölen und anderen Produkten benötigte, werden Töpfer (kerameus) nur ganz selten genannt und es gibt auch sonst keine Anzeichen, dass der Palast die Herstellung von Keramik kontrollierte, obschon kunstvolles Trinkgeschirr in großen Mengen an die Levante exportiert wurde.
Wertvollere Gefäße aus Gold und anderen Metallen werden in den Täfelchen unter anderem als Opfergaben an Gottheiten aufgelistet. Da sie nur von Bronze- und Goldschmieden (khrūsoworgos) hergestellt werden konnten, hatte der Palast auch die Kontrolle über ihre Herstellung.

## Handel
Handel zwischen den einzelnen mykenischen Staaten sind archäologisch gut belegt. Mykenische Keramik wurde nicht nur im gesamten Ägäisraum gefunden, sondern auch in Unteritalien und im Nahen Osten. Sie zeugen von einem ausgeprägten und regen Handel der Mykener nicht nur untereinander, sondern auch mit dem Ausland.

### Ägäische Handelskontakte
Bereits für die minoische Zeit (ca. 2200–1400 v. Chr.) können anhand archäologischer Funde ägäische Handelsrouten festgestellt werden. Die östliche Route verlief von Ostkreta über Karpathos nach Rhodos und von dort ostwärts über Zypern an die Levante und nordwärts nach Kos, Milet und Samos. Die mittlere Route ging von Zentralkreta nach Thera über Melos zur Argolis bzw. nach Keos und von dort nach Attika. Die westliche Route ging von Westkreta über die Insel Kythera nach Lakonien und Messenien. Diese Handelsrouten blieben in der mykenischen Palastzeit aufrechterhalten, lediglich Thera kam wegen der verheerenden Zerstörung durch den Vulkan als Handelsplatz nicht mehr in Frage.
Kennzeichnend für die ägäischen Handelskontakte sind Amphoren kretischen Typs, die auf der Peloponnes und in Mittelgriechenland gefunden wurden, die aber auffälligerweise in Pylos fehlen. Die chemische Analyse dieser Amphoren zeigte, dass 90 % aus Westkreta um Chania (Kydonia) stammen, die restlichen 10 % aus Zentralkreta um Malia und Knossos. Einige Vasen zeigen zudem gemalte Aufschriften mit Ortsnamen, die alle auch auf den Täfelchen aus Knossos erscheinen und zum Teil in Westkreta zu lokalisieren sind.

### Internationale Handelskontakte
Wichtiger aber waren die internationalen Handelskontakte. Da Griechenland keine ausgiebigen Metallvorkommen hat, waren die mykenischen Herrscher auf Metallimporte angewiesen. Ebenfalls importiert werden mussten u. a. Lapislazuli, Bernstein und Elfenbein.
Auch hier bestanden bereits in der minoischen Zeit engere Kontakte mit Zypern, der Levante und besonders zu Ägypten. Diese Kontakte blieben in mykenischer Zeit aufrechterhalten, wurden durch die stabilen politischen Verhältnisse im Nahen Osten gefördert und erreichten zur Amarna-Zeit ihren Höhepunkt. Für die engen Handelsbeziehungen mit Ägypten zeugt auch die Liste ägäischer Ortsnamen im Totentempel von Amenophis III. (1390–1353).
Für die mykenische Zeit sind aufgrund archäologischer Funde vor allem ägäische Exportgüter entlang der Levante (Libanon, Israel & Palästina) nachgewiesen, mit Ugarit als wichtigem Handelsplatz, sowie in Ägypten. Archäologisch nachweisbar sind mykenisches Trinkgeschirr und Kannen für parfümiertes Öl. Aber auch spezielle Textilien wurden offenbar in den Osten exportiert. Als Gegenwert verlangten die Mykener Metalle und Luxusgüter.

### Westliches Mittelmeer
Bereits in der Vorpalastzeit kam mykenische Keramik in den westlichen Mittelmeerraum. So gab es bereits im SH I bzw. am Übergang von Mittel- zu Späthelladikum intensivere Kontakte zu den Liparischen und Phlegräischen Inseln. Letztere sind durch frühe mykenische Keramik allein an drei Fundplätzen auf Vivara belegt. Die Beziehungen wurden ab ca. 1400 v. Chr. auf andere Regionen Süditaliens und Siziliens ausgedehnt und nach 1250 v. Chr. teilweise intensiviert, möglicherweise um Verluste beim stockenden Osthandel zu kompensieren. Zu den Liparischen Inseln und dem Handelszentrum Thapsos im Osten Sizilien riss der Kontakt um ca. 1270/50 v. Chr. allerdings offenbar ab, wahrscheinlich aufgrund demografischer Verschiebungen in dieser Region. Mykenische Keramik wurde am Tarentinischen Golf, vor allem am sogenannten Scoglio del Tonno, in Kalabrien (z. B. Punta di Zambrone, Broglio di Trebisacce), auf Sizilien (vor allem Thapsos im Osten und Cannatello im Süden) sowie an der Adriaküste Apuliens (z. B. Roca Vecchia, Punta Meliso) und in der Po-Ebene gefunden. Intensive Handelskontakte existierten seit dem späten 14. Jahrhundert v. Chr. auch nach Sardinien, vor allem dem Südosten der Insel. Der mykenische Handel schloss auch einige Handelsplätze an der nördlichen Adria (z. B. Monkodonja) und möglicherweise auch die Iberische Halbinsel, wo bisher allerdings nur im Landesinneren, in Llanete de los Moros (Provinz Córdoba), einige Fragmente mykenischer Keramik entdeckt wurden, sowie das heutige Tunesien (Fund einer mykenischen Bügelhenkel-Amphore in Karthago) mit ein.